# جين دوران
جين دوران هي كاتِبة وشاعرة كوبية، ولدت في 1944.